# بانارا (شعب)
البانارا (بالإنجليزية: The Panará)‏ هم من السكان الأصليين في ماتو غروسو في منطقة الأمازون البرازيلية. وهم مزارعون وصيادون تقليديون.

## اللغة
يتحدث البانارا لغة البانارا، المصنفة كلغة Kreen-Akarore، التي تنتمي إلى عائلة لغة جيه. وهي مكتوبة بالخط اللاتيني.

## الأصول
البانارا هم آخر أحفاد جنوب كايابوس، وهي مجموعة عرقية كبيرة كانت تعيش في منطقة شاسعة في وسط البرازيل في القرن الثامن عشر، من الحدود الشمالية لولاية ساو باولو، وترينغولو مينيرو، وجنوب غويياس، وتمتد شرقًا من ماتو جروسو، الجزء الشرقي والجنوبي الشرقي من ماتو جروسو دو سول. وبانارا تنتمي إلى المجموعة الناطقة جي في وسط البرازيل، مجموعة فرعية من شمال جيه، الذي يشمل الكايابو، سويّا، ابيناي واللغات تمبرا. تشير أحدث الأبحاث إلى أن كايابو الجنوبية وبانارا هما في الواقع لغة واحدة.

## التواصل
في عام 1961، قُتل مستكشف بريطاني اسمه ريتشارد ماسون على يد شعب بانارا أثناء استكشافه منطقة لم يتم استكشافها سابقًا، والتي تم التأكيد على خلوها من السكان الأصليين. اقترب شعب بانارا في عام 1967 من قاعدة جوية برازيلية في نطاق كاتشيمبو. كانوا مهتمين بالطائرات، لأنهم اعتقدوا أنها كائنات حية. أفادت التقارير أن المجموعة تتكون من نساء وأطفال وغير معادية، واعتبرتها القوات العسكرية طرفًا في الحرب. أُمر الجنود بإطلاق النار فوق رؤوس «الهنود المتوحشين» وسرعان ما تم استخدام طائرة هبوط لإخافة بانارا ودفعهم إلى الفرار. في عام 1970 تم تشكيل رحلة استكشافية للاتصال بالبانارا بقيادة الأخوين فيلاس-بوا. عمل كلوديو وأورلاندو لصالح الحكومة في محمية السكان الأصليين، منتزه حديقة شنغو الوطنية، في البرازيل، وكانا مهتمين بمعرفة المزيد عند سماعهما عن أسر إحدى قبائل البانارا من قبل قبيلة منافسة، فضلاً عن آمالهما في التواصل معهم. جمع قادة البعثة أفراد القبائل الأخرى التي كانت معزولة في السابق وانطلقوا لإجراء اتصالات. على الرغم من عدة أشهر من ترك الهدايا المقصودة لبانارا في إحدى مزارع الموز والمتاهة الخاصة بهم، لم تتمكن البعثة من إجراء أي اتصال حقيقي معهم بخلاف بعض اللقاءات المرئية بالإضافة إلى القليل من الهدايا التي تركها البانارا في المقابل. بعد انتهاء الحملة، عاش البانارا في عزلة نسبية حتى ثلاث سنوات لاحقة في عام 1973 عندما تم بناء طريق مشروع الحكومة (كويابا-سانتاريم) BR-163 عبر أراضيهم. نتيجة لذلك، تم القضاء على القبيلة بسبب الأمراض التي تم إدخالها حديثًا وعانت من التدهور البيئي لأراضيها. من بين أكثر من 350 فردًا من قبيلة بانارا، لقي أكثر من 250 شخصًا حتفهم في الإثني عشر شهرًا الأولى بعد أول اتصال لهم بالمستعمرين.

## الحياة في شنغو
في 12 كانون الثاني / يناير 1975، نقلت الحكومة الـ 79 من أفراد القبيلة الباقين على قيد الحياة إلى محمية شينجو الوطنية الأصلية، وأجبروا على العيش في جوار مع أعداء سابقين، تحت إشراف الدولة. قام فريق عمل بفحص 27 من 29 من القادمين الجدد البالغون الذين تزيد أعمارهم عن 20 عامًا. كان متوسط الارتفاع 1.67 متر، وهو ما يتوافق مع متوسط ارتفاع أولئك من مجموعة جي، أطول قليلاً من الهنود من ألتو شينجو.

## روابط خارجية
- بانارا: قصة أمل
- ناشيونال جيوغرافيك: آثار قطع الأشجار في حوض الأمازون
- موارد عن لغة بانارا في إتنولغويستيكا. المؤسسة
- فيلم وثائقي The Tribe That Hides From Man (1970) يوتيوب يؤرخ البحث عن Kreen-Akrore قبل الاتصال الأول.